# Londorf
Londorf ist der größte Ortsteil der Gemeinde Rabenau im mittelhessischen Landkreis Gießen. Der Ort ist Sitz der Gemeindeverwaltung von Rabenau und Sitz des Bürgermeisters.

## Geographische Lage
Londorf liegt im Lumdatal zwischen Gießen, Marburg und Grünberg (Hessen). Nachbarorte sind Kesselbach und Allertshausen sowie Allendorf (Lumda) und Nordeck.

## Ortsgeschichte

### Mittelalter
Die beide Ersterwähnungen Londorfs finden sich im Codex Eberhardi und werden auf die Zeit zwischen 750 und 779 datiert. Dies war die Amtszeit des fuldischen Abtes Sturmius. Verfasst wurde das Kopiar des Klosters Fulda von dem Mönch Eberhard um 1160. Die Textstelle lautet: „... in eodem pago Lahngau omnem proprietatem et familiam suam in his villis: Lundorf ...“ (im Lahngau sein ganzes Eigentum und Familien in diesen Dörfern: Lundorf u. a.) Hier wird bereits die Siedlungsform villis für Londorf angegeben. Eine weitere Nennung findet sich ebenfalls im Codex Eberhardi und datiert auf die gleiche Zeit: „... in pago Hessorum ... in Luntdorfe.“ (im Hessengau in Luntdorfe).
Diese beiden Schenkungen stammten von Adelburch und Rudun.
Es gibt weiterhin eine dritte Erwähnung des Ortes Londorf im Codex Eberhardi:„... proprietates suas in villa Altendorfe, Lantorfere marca.“ (Seine Besitzungen in Altendorf in der Londorfer Mark). Datiert wird diese Schenkung auf die Zeit zwischen 780 und 802, als Baugulf Abt war.
Dabei handelt es sich um eine Übertragung von Gütern in Allendorf und Londorf an das Kloster durch Arnwic. Eine vierte Übertragung an das Kloster stammt ebenfalls aus der Zeit des Abtes Baugulf. „...in alia vero villa, Inferiore scilicet Lundorf.“ Hier übertrug ein gewisser Meginrat dem Kloster Fulda 30 Morgen Land und ein ähnlich großes Waldstück und insgesamt 48 Manzipien.
Ein Eintrag aus der Zeit um 1300 listet Besitz des Mainzer Erzstifts auf: „... Sedes in Londorff: item Gewelshusen ...“. (Sitze in Londorf, außerdem in Geilshausen.) 
Im Spätmittelalter finden wir auch zwei Erwähnungen von Ortsadligen. 1306 wird „Lodewicus dictus de Lundorp“ genannt und 1368 „her walther von Londorf“.
Der Ortsname Londorf leitet sich von dem durch ihn fließenden Fluss Lumda ab. Als ursprüngliche Namensform wird „Luna“ vermutet. Ihr Mundartname „Lom“ ist noch heute zu erkennen: Londorf (Dorf an der Lumda).

### Neuzeit
Die Statistisch-topographisch-historische Beschreibung des Großherzogthums Hessen berichtet 1830 über Londorf:

„Londorf (L. Bez. Grünberg) evangel. Pfarrdorf; liegt an der Lumda, 2 1⁄4 St. von Grünberg, und gehört der Freiherrlichen Familie von Nordeck zur Rabenau. Man zählt 120 Häuser und 844 Einwohner, die außer 103 Juden evangelisch sind. Unter den Einwohnern, die die Spinnerei und Leineweberei stark treiben, sind 57 Bauern, und 23 Handwerker. Der Ort hat 1 Kirche, 1 Schulhaus, 1 Rathhaus, 3 Mahl- und Oelmühlen und in der Nähe liegt die Burg Rabenau. Im Jahr 1822 hat die Freiherrl Familie von Nordeck zur Rabenau die patrimonialgerichtsherrliche PolizeiGerechtsame an den Staat abgetreten.“

Londorf als Ortsteil von Rabenau
Die bis dahin selbständigen Gemeinden Londorf und Kesselbach fusionierten zum 1. Oktober 1970 im Zuge der Gebietsreform in Hessen freiwillig zur neuen Gemeinde Rabenau. Zum 31. Dezember 1971 wurden die Gemeinden Allertshausen, Geilshausen, Odenhausen und Rüddingshausen eingegliedert.
Für die Ortsteile Kesselbach und Londorf wurde ein gemeinsamer Ortsbezirk eingerichtet. Als Verwaltungssitz wurde das größere Londorf bestimmt.
Im Juni 2008 feierte Londorf sein 1250-jähriges Bestehen. Es war bis ins 20. Jahrhundert Sitz der Freiherren von Nordeck zur Rabenau. Noch heute wohnen deren Nachfolger, die Grafen von Schwerin und die Freiherren von Roeder zu Diersburg, in der sogenannten Unterburg.
siehe auch Burgstall Londorf

### Verwaltungsgeschichte im Überblick
Die folgende Liste zeigt die Staaten und Verwaltungseinheiten, denen Londorf angehört(e):
- 750/779: Lahngau[18]
- 775/779: Hessengau[19]
- 1237: Grafschaft Ruchesloh
- vor 1567 Heiliges Römisches Reich, Landgrafschaft Hessen, Gericht Londorf
- ab 1567: Heiliges Römisches Reich, Landgrafschaft Hessen-Marburg, Amt Allendorf/Lumda, Gericht Londorf der Freiherren Nordeck zur Rabenau[20]
- 1604–1648: Heiliges Römisches Reich, strittig zwischen Landgrafschaft Hessen-Darmstadt und Landgrafschaft Hessen-Kassel (Hessenkrieg)
- ab 1604: Heiliges Römisches Reich, Landgrafschaft Hessen-Darmstadt, Oberfürstentum Hessen, Amt Allendorf/Lumda, Gericht Londorf[21][22]
- ab 1806: Großherzogtum Hessen,[Anm. 2] Fürstentum Oberhessen, Amt Allendorf/Lumda, Gericht Londorf[23]
- ab 1815: Großherzogtum Hessen, Provinz Oberhessen, Amt Allendorf/Lumda, Gericht Londorf[24][25]
- ab 1821: Großherzogtum Hessen, Provinz Oberhessen, Landratsbezirk Grünberg[Anm. 3]
- ab 1832: Großherzogtum Hessen, Provinz Oberhessen, Kreis Grünberg
- ab 1848: Großherzogtum Hessen, Regierungsbezirk Gießen
- ab 1852: Großherzogtum Hessen, Provinz Oberhessen, Kreis Grünberg
- ab 1867: Norddeutscher Bund,[Anm. 4] Großherzogtum Hessen, Provinz Oberhessen, Landkreis Grünberg
- ab 1871: Deutsches Reich, Großherzogtum Hessen, Provinz Oberhessen, Landkreis Grünberg
- ab 1874: Deutsches Reich, Großherzogtum Hessen, Provinz Oberhessen, Landkreis Gießen
- ab 1918: Deutsches Reich (Weimarer Republik), Volksstaat Hessen, Provinz Oberhessen, Landkreis Gießen
- ab 1938: Deutsches Reich, Volksstaat Hessen, Landkreis Gießen[26][Anm. 5]
- ab 1945: Amerikanische Besatzungszone, Groß-Hessen,[Anm. 6] Regierungsbezirk Darmstadt, Landkreis Gießen
- ab 1946: Amerikanische Besatzungszone, Land Hessen, Regierungsbezirk Darmstadt, Landkreis Gießen
- ab 1949: Bundesrepublik Deutschland, Land Hessen, Regierungsbezirk Darmstadt, Landkreis Gießen
- ab 1970: Bundesrepublik Deutschland, Land Hessen, Regierungsbezirk Darmstadt, Landkreis Gießen, Gemeinde Rabenau[Anm. 7]
- ab 1977: Bundesrepublik Deutschland, Land Hessen, Regierungsbezirk Darmstadt, Lahn-Dill-Kreis, Gemeinde Rabenau
- ab 1979: Bundesrepublik Deutschland, Land Hessen, Regierungsbezirk Darmstadt, Landkreis Gießen, Gemeinde Rabenau
- ab 1981: Bundesrepublik Deutschland, Land Hessen, Regierungsbezirk Gießen, Landkreis Gießen, Gemeinde Rabenau

### Gerichte seit 1803
In der Landgrafschaft Hessen-Darmstadt wurde mit Ausführungsverordnung vom 9. Dezember 1803 das Gerichtswesen neu organisiert. Für die Provinz Oberhessen wurde das Hofgericht Gießen als Gericht der zweiten Instanz eingerichtet. Die Rechtsprechung der ersten Instanz wurde durch die Ämter bzw. Standesherren vorgenommen und somit war für Londorf das „Patrimonialgericht der Freiherren  Nordeck zur Rabenau“ in Londorf zuständig.
Das Hofgericht war für normale bürgerliche Streitsachen Gericht der zweiten Instanz, für standesherrliche Familienrechtssachen und Kriminalfälle die erste Instanz. Übergeordnet war das Oberappellationsgericht Darmstadt.
Mit der Gründung des Großherzogtums Hessen 1806 wurde diese Funktion beibehalten, während die Aufgaben der ersten Instanz 1821 im Rahmen der Trennung von Rechtsprechung und Verwaltung auf die neu geschaffenen Land- bzw. Stadtgerichte übergingen. 1822 traten die Freiherren Nordeck zur Rabenau ihre Recht am Gericht Londorf an das Großherzogtum Hessen ab. „Landgericht Grünberg“ war daher von 1822 bis 1879 die Bezeichnung für das erstinstanzliche Gericht, das für Londorf zuständig war.
Anlässlich der Einführung des Gerichtsverfassungsgesetzes mit Wirkung vom 1. Oktober 1879, infolge derer die bisherigen großherzoglich hessischen Landgerichte durch Amtsgerichte an gleicher Stelle ersetzt wurden, während die neu geschaffenen Landgerichte nun als Obergerichte fungierten, kam es zur Umbenennung in „Amtsgericht Grünberg“ und Zuteilung zum Bezirk des Landgerichts Gießen. Am 1. Juli 1968 erfolgte die Auflösung des Amtsgerichts Grünberg, Londorf wurde dem Amtsgericht Gießen zugelegt.
Zwischen dem 1. Januar 1977 und 1. August 1979 trug das Gericht den Namen „Amtsgericht Lahn-Gießen“ der mit der Auflösung der Stadt Lahn wieder in „Amtsgericht Gießen“ umbenannt wurde. In der Bundesrepublik Deutschland sind die übergeordneten Instanzen das Landgericht Gießen, das Oberlandesgericht Frankfurt am Main sowie der Bundesgerichtshof als letzte Instanz.

## Bevölkerung

### Einwohnerentwicklung
| • 1577: | 0048 Hausgesesse (mit Junkerwohnungen)                                           |
| • 1669: | 0328 Seelen                                                                      |
| • 1742: | 0004 Geistliche/Beamte, 70 Untertanen, 28 Junge Mannschaften, 20 Beisassen/Juden |
| • 1800: | 647 Einwohner                                                                    |
| • 1806: | 802 Einwohner, 123 Häuser                                                        |
| • 1829: | 844 Einwohner, 120 Häuser                                                        |
| • 1867: | 828 Einwohner, 150 Häuser                                                        |

| Londorf: Einwohnerzahlen von 1800 bis 2020 | Londorf: Einwohnerzahlen von 1800 bis 2020 | Londorf: Einwohnerzahlen von 1800 bis 2020 | Londorf: Einwohnerzahlen von 1800 bis 2020 | Londorf: Einwohnerzahlen von 1800 bis 2020 |
| --- | ------------------------------------------ | ------------------------------------------ | ------------------------------------------ | ------------------------------------------ |
| Jahr |                                            |                                            |                                            | Einwohner                                  |
| 1800 | 1800                                       |                                            | 647                                        | 647                                        |
| 1806 | 1806                                       |                                            | 802                                        | 802                                        |
| 1829 | 1829                                       |                                            | 844                                        | 844                                        |
| 1834 | 1834                                       |                                            | 847                                        | 847                                        |
| 1840 | 1840                                       |                                            | 871                                        | 871                                        |
| 1846 | 1846                                       |                                            | 900                                        | 900                                        |
| 1852 | 1852                                       |                                            | 1.033                                      | 1.033                                      |
| 1858 | 1858                                       |                                            | 903                                        | 903                                        |
| 1864 | 1864                                       |                                            | 848                                        | 848                                        |
| 1871 | 1871                                       |                                            | 840                                        | 840                                        |
| 1875 | 1875                                       |                                            | 825                                        | 825                                        |
| 1885 | 1885                                       |                                            | 769                                        | 769                                        |
| 1895 | 1895                                       |                                            | 769                                        | 769                                        |
| 1905 | 1905                                       |                                            | 880                                        | 880                                        |
| 1910 | 1910                                       |                                            | 920                                        | 920                                        |
| 1925 | 1925                                       |                                            | 952                                        | 952                                        |
| 1939 | 1939                                       |                                            | 1.092                                      | 1.092                                      |
| 1946 | 1946                                       |                                            | 1.418                                      | 1.418                                      |
| 1950 | 1950                                       |                                            | 1.526                                      | 1.526                                      |
| 1956 | 1956                                       |                                            | 1.567                                      | 1.567                                      |
| 1961 | 1961                                       |                                            | 1.577                                      | 1.577                                      |
| 1967 | 1967                                       |                                            | 1.656                                      | 1.656                                      |
| 1980 | 1980                                       |                                            | ?                                          | ?                                          |
| 1990 | 1990                                       |                                            | ?                                          | ?                                          |
| 2000 | 2000                                       |                                            | ?                                          | ?                                          |
| 2005 | 2005                                       |                                            | 1.977                                      | 1.977                                      |
| 2010 | 2010                                       |                                            | 1.902                                      | 1.902                                      |
| 2011 | 2011                                       |                                            | 1.818                                      | 1.818                                      |
| 2015 | 2015                                       |                                            | 1.816                                      | 1.816                                      |
| 2020 | 2020                                       |                                            | 1.738                                      | 1.738                                      |
| Datenquelle: Historisches Gemeindeverzeichnis für Hessen: Die Bevölkerung der Gemeinden 1834 bis 1967. Wiesbaden: Hessisches Statistisches Landesamt, 1968. Weitere Quellen: LAGIS; Gemeinde Rabenau; Zensus 2011 |                                            |                                            |                                            |                                            |

### Einwohnerstruktur 2011
Nach den Erhebungen des Zensus 2011 lebten am Stichtag dem 9. Mai 2011 in Londorf 1818 Einwohner. Darunter waren 51 (2,8 %) Ausländer.
Nach dem Lebensalter waren 273 Einwohner unter 18 Jahren, 750 zwischen 18 und 49, 384 zwischen 50 und 64 und 411 Einwohner waren älter.
Die Einwohner lebten in 738 Haushalten. Davon waren 189 Singlehaushalte, 219 Paare ohne Kinder und 243 Paare mit Kindern, sowie 78 Alleinerziehende und 9 Wohngemeinschaften. In 162 Haushalten lebten ausschließlich Senioren/-innen und in 469 Haushaltungen lebten keine Senioren/-innen.

### Historische Religionszugehörigkeit
| • 1829: | 741 evangelische (= 87,8 %) 103 jüdische (= 12,2 %) Einwohner              |
| • 1961: | 1342 evangelische (= 85,1 %), 222 römisch-katholische (= 14,1 %) Einwohner |

### Historische Erwerbstätigkeit
| • 1961: | Erwerbspersonen: 134 Land- und Forstwirtschaft, 316 Produzierendes Gewerbe, 130 Handel, Verkehr und Nachrichtenübermittlung, 112 Dienstleistunge und Sonstiges. |

## Politik
Für Londorf und Kesselbach besteht ein gemeinsamer Ortsbezirk (Gebiete der ehemaligen Gemeinden Londorf und Kesselbach) mit Ortsbeirat und Ortsvorsteher nach der Hessischen Gemeindeordnung.
Der Ortsbeirat besteht aus neuen Mitgliedern. Bei den Kommunalwahlen in Hessen 2021 betrug die Wahlbeteiligung zum Ortsbeirat 55,43 %. Dabei wurden gewählt: je zwei Mitglieder der CDU und der „Freien Wähler“, je ein Mitglied der SPD und des Bündnis 90/Die Grünen sowie drei  Mitglieder der Liste „Bürger für Rabenau“ (BfRab). Der Ortsbeirat wählte Dirk Waldschmidt (BfRab) zum Ortsvorsteher.

## Sehenswürdigkeiten und Kultur
Der Ortsneckname für die Londorfer Bevölkerung ist Ohmbachschesser.

### Dorfkirche
Ein bemerkenswertes Bauwerk ist die Evangelisch-lutherische Kirche Londorf, genannt Dom der Rabenau, mit gotischem Turm aus dem 13. Jahrhundert. Sie ist die größte Kirche in der weiteren Umgebung bis nach Marburg. Sie wurde als Wehrkirche in Form eines Kreuzes vom Großherzoglichen Baumeister Dr. Carl Wilhelm Chr. Dieffenbach aus Friedberg erbaut. Infolge der Baufälligkeit wurde das Gotteshaus 1857/58 abgebrochen und von 1861 bis 1864 im neugotischen Stil errichtet; lediglich der Turm blieb erhalten.
Der Bau besteht aus einem Mittelschiff und zwei Seitenschiffen, die durch je vier starke Steinsäulen auf jeder Seite voneinander getrennt sind. Wenn man die Kirche durch den Turmeingang betritt, fällt der Blick zuerst auf den Altar aus Lungstein, zu dem drei Stufen hinaufführen. Im Mittelschiff, links vom Mittelgang, steht der aus Lungstein gehauene zwölfeckige Taufstein. Die romantische Orgel, hergestellt von den Gebrüdern Link aus Gingen an der Brenz, besitzt zwei Manuale, 1400 Pfeifen, 22 Register und ist über 100 Jahre alt.
Der Dom der Rabenau ist die Mutterkirche aller Kirchen im Lumdatal. Die gesamte Kirche wurde 2005/2006 restauriert. Bei Grabungen wurden Steine des ersten Kirchengebäudes aus dem 8. Jhd. gefunden.
Seit 1955 gibt es auch eine katholische Kirche im Ort.

### Burggarten
Mitten im Ortskern befindet sich der Burggarten, eine 15.382 m² große, angelegte Grünfläche. Er ist von einer Mauer aus dem in Londorf abgebauten Lungstein, einem seltenen Basalt, umfasst. Ursprünglich geplant und angelegt wurde der Park als Herrengarten in den Jahren 1820 bis 1830 von Baron Georg von Nordeck zur Rabenau und seinem Rentmeister Engel. Zehn Jahre später fand eine Erweiterung statt. 1842 wurde der im klassizistischen Stil entworfene Pavillon fertig. Später wohnte und wirkte der Dichter Rainer Maria Rilke unter anderem hier.
Seit Mitte der 1950er Jahre ist die Gemeinde Rabenau Pächter des Areals. Damit konnte seitdem die Bevölkerung das Areal zur Naherholung nutzen. Als 1962 der Verkehrsverein Rabenau gegründet wurde, begann die organisierte, aktive Nutzung. Auf einem Teilstück von 1600 m² in der Nähe des Haupttores befindet sich seit 1964 eine Minigolfanlage, welche 1999 renoviert wurde, sowie die seit 1992 eröffnete einzige Bouleanlage der Umgebung. Eine Gaststätte mit Biergarten schließt an das Gelände an.
Seit 1998 wird im Zweijahresrhythmus im Sommer die Anlage für ein Lichterfest genutzt.
Jedes Jahr im August findet der autofreie Sonntag im Lumdatal statt. Hierbei hat sich der Burggarten, mit dem dort veranstalteten Rahmenprogramm, als Station für die Rad- und Rollschuhfahrer, Wanderer und Spaziergänger herauskristallisiert.

### Weitere Bauwerke
Da im Zweiten Weltkrieg nur die Schienen der Eisenbahn durch Bomben zerstört wurden, ist der alte Ortskern mit seinen Fachwerkhäusern und 2 Backhäusern rund um die Dorfkirche gut erhalten. Ein Backhaus wird noch regelmäßig genutzt, das andere dient mittlerweile als Lagerplatz. Das Hofgut neben dem Burggarten wird seit vielen Jahren von der Familie Roswag bewirtschaftet. Auf dem Gelände der Unterburg findet sich, nahe dem Mühlgraben, der Klingelborn. Hier wurden früher von Kindern Zuckerstückchen in das Wasser geworfen, um so den Storch um ein Geschwisterlein zu bitten.

### Regelmäßige Veranstaltungen
Jedes Jahr im September findet der Michaelismarkt statt. Dieser wird von einigen Ausstellungen wie z. B. dem Kunstforum, an dem sich ausschließlich Künstler mit Bezug zur Rabenau beteiligen, begleitet.

## Verkehr
Die Landesstraße L 3146 verbindet die zentralen Orte im Lumdatal. Rabenau verfügt über einen Autobahnanschluss an die A 5 im Osten. Westlich, in Staufenberg ist ein Anschluss an den Gießener Ring bzw. die autobahnähnlich ausgebaute B 3 a gegeben. Heute bedient die Buslinie 520 des Rhein-Main-Verkehrsverbundes (RMV) die Relationen nach Gießen. Londorf hat mit allen anderen Rabenauer Ortsteilen darin die Wabennummer 1434. Nächstgelegene Bahnstationen sind in Lollar oder Grünberg.
 Bahnhof Londorf 

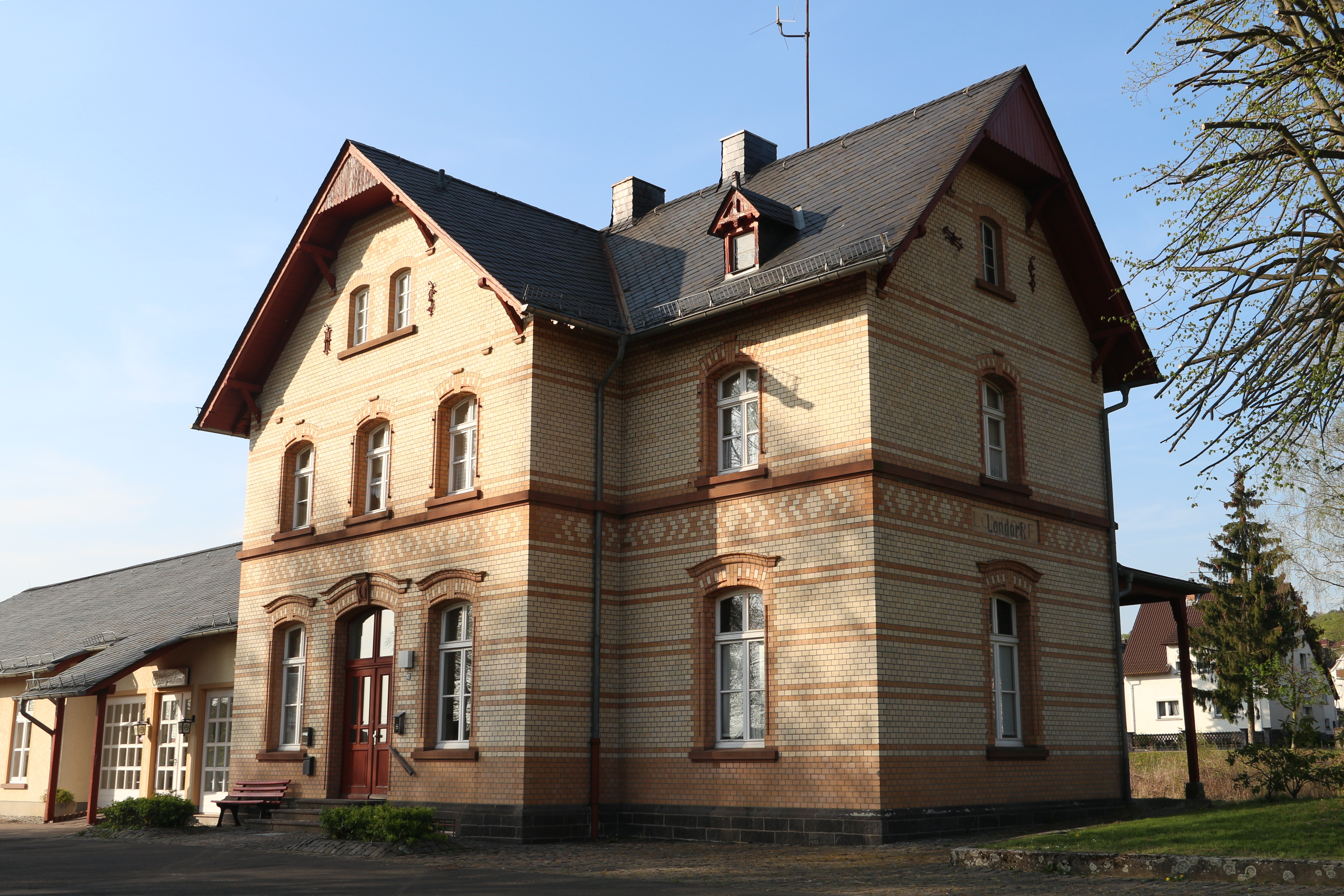
Das Empfangsgebäude des Bahnhofs 2015

Londorf verfügt über einen Bahnhof an der Lumdatalbahn, die vom Bahnhof Lollar nach Grünberg führte. Seit 1981 findet jedoch kein Personenverkehr mehr statt. 1991 endete auch der Güterverkehr. Seit einigen Jahren existieren jedoch Planungen den SPNV zu reaktivieren.

## Persönlichkeiten, geboren in Londorf
- Ernst Köhler (1774–1829), Generalmajor in der Hessen-kasselschen Armee
- Carl Engel von der Rabenau (1817–1870), Maler
- Georg Nordeck zur Rabenau (1777–1858), Offizier und Landtagsabgeordneter
- Jean Puth (1865–1933), Abgeordneter des Provinziallandtages der Provinz Hessen-Nassau
- Ebo Rothschild (1902–1977), Rechtsanwalt in Darmstadt, 1933 als Jude Berufsverbot, Emigration über Spanien und Frankreich nach Chile, 1955 Einwanderung nach Israel
- Heinrich Weber (1868–1934), Forstwissenschaftler und Hochschullehrer